# Myzostoma pictum
Myzostoma pictum is een ringworm uit de familie Myzostomatidae.
Myzostoma pictum werd in 1883 voor het eerst wetenschappelijk beschreven door Graff.